# Hugh David Politzer
Hugh David Politzer (* 1949) americký teoretický fyzik, nositel Nobelovy ceny za fyziku (2004), kterou obdržel spolu s Davidem Grossem z Kalifornské univerzity a Frankem Wilzcekem „za objev asymptotické svobody v teorii silné interakce“.